# Петар Єлич
Петар Єлич (босн. Petar Jelić, нар. 18 жовтня 1986, Модрича, СФРЮ) — колишній боснійський футболіст, що грав на позиції нападника. Виступав за національну збірну Боснії і Герцеговини.

## Клубна кар'єра
У дорослому футболі дебютував 2003 року виступами за команду клубу «Модрича», в якій провів три сезони, взявши участь у 79 матчах чемпіонату. Більшість часу, проведеного у складі «Модрича», був основним гравцем атакувальної ланки команди.
Протягом 2006—2007 років захищав кольори команди клубу «Карл Цейс».
Своєю грою за останню команду привернув увагу представників тренерського штабу клубу ОФК (Белград), до складу якого приєднався 2007 року. Відіграв за белградську команду наступні три сезони своєї ігрової кар'єри.
2010 року уклав контракт з клубом «Волга» (Нижній Новгород), у складі якого провів наступні два роки кар'єри гравця.
Згодом з 2011 по 2014 рік грав у складі команд клубів «Динамо» (Тбілісі), «Нові-Пазар» та «Гуандун Санрей Кейв».
Завершив професіональну ігрову кар'єру у клубі «Рад», за команду якого виступав протягом 2014—2015 років.

## Виступи за збірну
2006 року дебютував в офіційних матчах у складі національної збірної Боснії і Герцеговини. Протягом кар'єри у національній команді, яка тривала усього 1 рік, провів у формі головної команди країни 2 матчі.
| Дата       | Місто   | Господарі      | Результат | Гості                | Турнір           | Голи | Примітки |
| ---------- | ------- | -------------- | --------- | -------------------- | ---------------- | ---- | -------- |
| 26/05/2006 | Сеул    | Південна Корея | 2 – 0     | Боснія і Герцеговина | товариський матч | -    |          |
| 31/05/2006 | Тегеран | Іран           | 5 – 2     | Боснія і Герцеговина | товариський матч | -    |          |
| Усього     |         | Матчів         | 2         |                      | Голів            | 0    |          |

## Досягнення
- Найкращий бомбардир чемпіонату Боснії і Герцеговини: 2006